# Truy tìm phép thuật
Truy tìm phép thuật (tựa tiếng Anh: Onward) là một bộ phim hoạt hình máy tính năm 2020 của Mỹ được sản xuất bởi Pixar Animation Studios cho Walt Disney Pictures. Bộ phim được đạo diễn bởi Dan Scanlon, được sản xuất bởi Kori Rae từ một kịch bản được viết bởi Dan Scanlon, Jason Headley và Keith Bunin, và lồng tiếng cho vai chính gồm Tom Holland, Chris Pratt, Julia Louis-Dreyfus và Octavia Spencer. Lấy bối cảnh là một thế giới giả tưởng ở ngoại ô, bộ phim kể về hai anh em yêu tinh, người đã thực hiện một nhiệm vụ tìm kiếm một cổ vật sẽ mang về người cha quá cố của họ.
Bộ phim được công chiếu tại Liên hoan phim quốc tế Berlin lần thứ 70 vào ngày 21 tháng 2 năm 2020 và được phát hành tại Hoa Kỳ vào ngày 6 tháng 3. Nó đã nhận được những đánh giá tích cực từ các nhà phê bình và đã thu về 104 triệu đô la trên toàn thế giới. Những thiếu sót về tài chính của bộ phim khi so sánh với các bộ phim Pixar khác được cho là do đại dịch coronavirus 2019, khiến cho các rạp chiếu trên toàn cầu bị đóng cửa. Giống như một số bộ phim khác được phát hành vào tháng 3, nó đã được phát hành kỹ thuật số hai tuần sau khi phát hành trên rạp.

## Tóm tắt
Trong một thế giới có các sinh vật thần thoại, phép thuật đã từng phổ biến, mặc dù khó thành thạo. Sau những tiến bộ công nghệ trong những năm qua, ma thuật đã trở nên lỗi thời và phần lớn bị loại bỏ.
Trong một thời đại tương đương với thời hiện đại, Ian Lightfoot, một học sinh trung học thiếu tự tin, và anh trai Barley, một người hâm mộ trò chơi nhập vai và lịch sử, sống ở thành phố New Mushroomton. Cha của họ Wilden đã chết ngay trước khi Ian chào đời và mẹ của họ có một người bạn trai mới, cảnh sát nhân mã Colt Bronco.
Vào sinh nhật lần thứ mười sáu của Ian, Laurel tặng cho anh em một món quà từ Wilden: một nhân viên ma thuật, một viên đá quý hiếm và một lá thư mô tả một "câu thần chú thăm viếng" có thể hồi sinh cha họ trong một ngày. Ian vô tình thành công trong việc sử dụng câu thần chú, nhưng chỉ có nửa thân dưới của Wilden được cải tổ trước khi viên đá quý tan rã. Hai anh em bắt tay vào một nhiệm vụ để có được một viên đá quý khác và hoàn thành câu thần chú, lấy chiếc xe yêu quý của Barley "Guinevere". Tìm thấy các chàng trai đi, Laurel rời đi để tìm họ.
Ian và Barley ghé thăm Manticore Lần Tavern, được đặt tên cho một con quái vật sở hữu một bản đồ cho đá quý. Quán rượu đã trở thành một nhà hàng gia đình được quản lý bởi Manticore, Corey. Tranh cãi với Ian trên bản đồ, Corey nhận ra cuộc sống của cô đã trở nên nhàm chán như thế nào và khiến khách hàng rời đi trong cơn thịnh nộ, vô tình đốt cháy nhà hàng và bản đồ. Manh mối duy nhất của anh em với viên ngọc là thực đơn dành cho trẻ em gợi ý "Điểm của Raven", một ngọn núi gần đó. Vòng nguyệt quế sau đó đến hiện trường và kết bạn với Corey, người đồng ý giúp đỡ cô. Corey cảnh báo rằng hành trình của anh em có thể đánh thức một lời nguyền chỉ có thể bị đánh bại bởi thanh kiếm đặc biệt của cô, thứ mà cô và Laurel đánh cắp từ một tiệm cầm đồ.
Đi du lịch đến vùng núi, Ian và Barley thoát khỏi cảnh sát và một băng đảng xe máy, dựa vào khả năng sử dụng phép thuật mới được đánh thức của Ian và bản năng chơi trò chơi nhập vai của Barley. "Điểm của Raven" dẫn họ đi trên một con đường được chỉ ra bởi một loạt các bức tượng quạ, nhưng Colt đi theo họ, kêu gọi tiếp viện. Lúa mạch hy sinh Guinevere để gây ra một trận lở đất, chặn những kẻ truy đuổi họ. Theo các bức tượng, hai anh em đi xuống một hang động và tránh một loạt bẫy và sinh vật chết chóc, nổi lên để thấy mình trước trường trung học của Ian. Ian đả kích Barley vì dẫn chúng vào một con ngỗng hoang dã đuổi theo và bỏ đi cùng Wilden.
Đọc lại danh sách những điều anh luôn mong muốn làm với cha mình, Ian nhận ra rằng Barley đã là một người cha trong suốt cuộc đời anh, và quay trở lại để sửa đổi. Barley phát hiện ra viên đá quý bên trong một đài phun nước lịch sử và lấy nó, vô tình kích hoạt lời nguyền mà Corey đã nói về việc biến trường trung học thành một con rồng nhân tạo cúi xuống tuyên bố viên đá quý. Ian đối mặt với con rồng nhân tạo, nhưng nhân viên của anh ta bị đánh gục xuống biển; anh ta cải tổ nó từ một vụ nổ và tiếp tục cuộc chiến. Corey bay trong khi mang theo nguyệt quế, người đã cắm thanh kiếm ma thuật vào trái tim của con rồng nhân tạo, mua thời gian của Ian để sử dụng phép thuật thăm viếng và cải tổ hoàn toàn cơ thể của Wilden. Ian gửi Barley về phía trước để tạm biệt Wilden, và giữ con rồng nhân tạo đủ lâu để Laurel tiêu diệt nó. Sau khi Wilden tan biến, Barley nói với Ian rằng cha của họ tự hào về anh ta và anh em ôm nhau.
Sự tự tin và khả năng đúc phép của Ian được cải thiện và anh ấy làm ngạc nhiên Barley bằng cách vẽ chiếc xe mới của mình, "Guinevere 2". Corey mở lại quán rượu của mình theo tinh thần ban đầu, thu hút khách hàng bằng những câu chuyện về những cuộc phiêu lưu trong quá khứ, và Ian và Barley tiếp tục tìm kiếm.

## Lồng tiếng
- Tom Holland vai Ian Lightfoot,[6][7] một yêu tinh tuổi teen, em trai của Barley và là con của Laurel và Wilden.
- Chris Pratt vai Barley Lightfoot,[6][7] anh trai Ian, và là con của Laurel và Wilson người khao khát một nhiệm vụ kỳ diệu.
- Julia Louis-Dreyfus vai Laurel Lightfoot,[6][7][8] người mẹ góa của Ian và Barley.
- Octavia Spencer như Corey, một chủ nhà hàng, người mà Ian và Barley đến nhờ giúp đỡ trong nhiệm vụ của họ.
- Mel Rodriguez vai Colt Bronco, a centaur cảnh sát và là bạn trai mới của bà Laurel.[9]
- Kyle Bornheimer vai Wilden Lightfoot, người cha quá cố của Ian và Barleyand chồng đã mất của Laurel.[10]
- Lena Waithe vai Specter, cảnh sát quái vật một mắt.[9][11][12]
- Ali Wong vai Gore, một cảnh sát là thần điền dã.[9]
- Grey Griffin vai Dewdrop, một tiên và lãnh đạo của Pixie Dusters băng đảng biker.
- Tracey Ullman vai Grecklin, một chủ tiệm cầm đồ.[10]
- Wilmer Valderrama vai Gaxton, bạn cao đẳng của Wilden.[10]
- George Psarras vai Avel, cảnh sát viên.[10]
- John Ratzenberger vai Fenwick, một công nhân xây dựng.[10]